# Ваља луј Михај (Бихор)
Ваља луј Михај (рум. Valea lui Mihai) насеље је у Румунији у округу Бихор у општини Ваља Луј Михај. Oпштина се налази на надморској висини од 128 m.

## Становништво
Према подацима из 2002. године у насељу је живело 10324 становника.

### Попис2002.
| Расподела становништва по националности 2002.‍ | Расподела становништва по националности 2002.‍ | Расподела становништва по националности 2002.‍ | Расподела становништва по националности 2002.‍ | Расподела становништва по националности 2002.‍ |
| --------------------------------------------- | --------------------------------------------- | --------------------------------------------- | --------------------------------------------- | --------------------------------------------- |
|                                               |                                               |                                               |                                               |                                               |
| Румуни                                        | Румуни                                        |                                               | 1.442                                         | 14,0%                                         |
| Мађари                                        | Мађари                                        |                                               | 8.757                                         | 84,9%                                         |
| Роми                                          | Роми                                          |                                               | 95                                            | 0,9%                                          |
| Немци                                         | Немци                                         |                                               | 10                                            | 0,1%                                          |
| Словаци                                       | Словаци                                       |                                               | 5                                             | 0,0%                                          |